# Estuche de cigarros

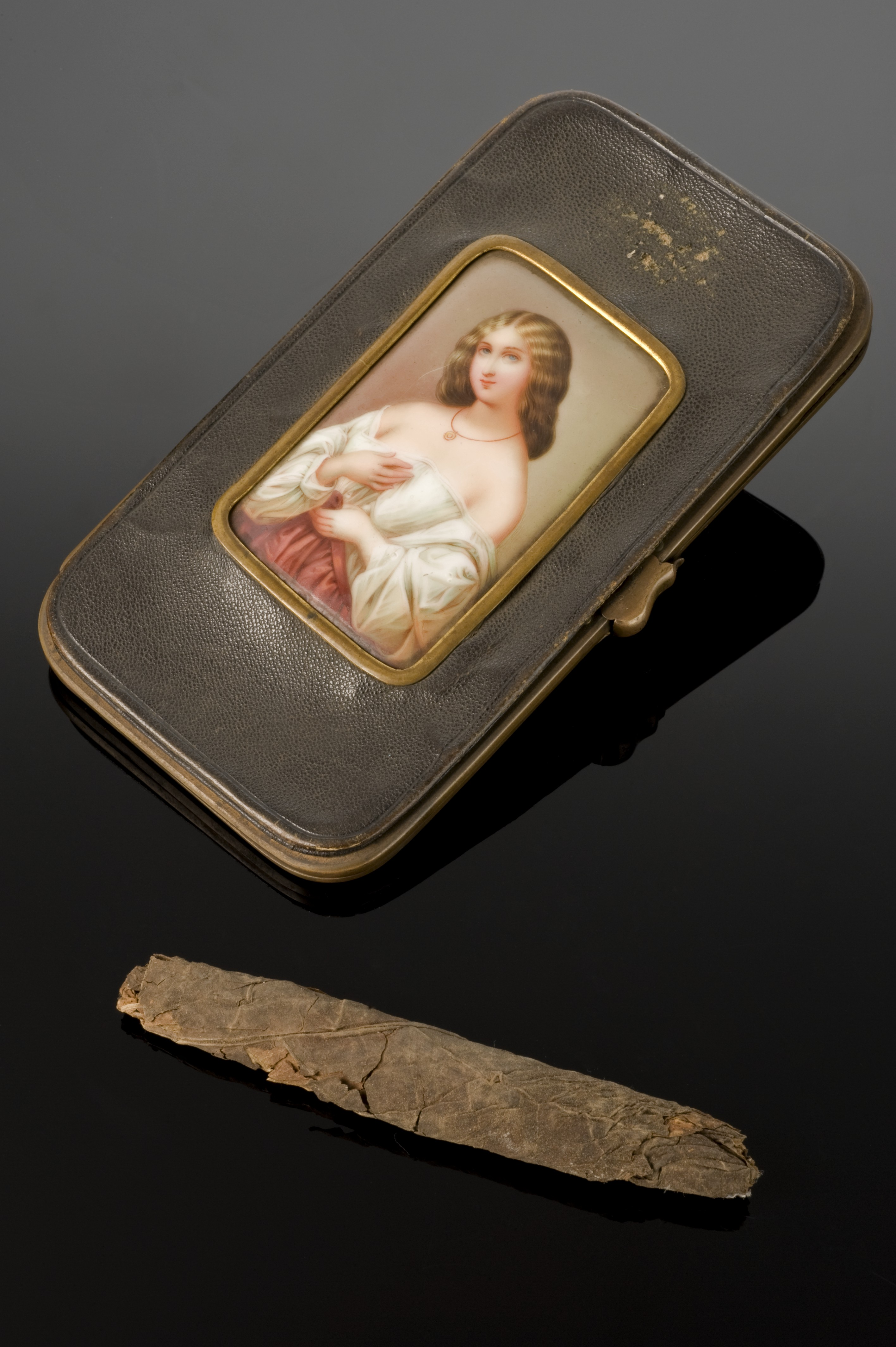
Una pitillera francesa y un cigarro de la década de 1840.

Una pitillera o estuche de cigarros es un soporte para llevar puros. La característica principal de una cigarrera es su portabilidad y la facilidad para llevar cigarros en los bolsillos de la chaqueta, etc. A lo largo del tiempo, las cigarreras han pasado de ser simples soportes de madera a bolsos lujosos, completamente forrados de cedro para mantener la humedad de los cigarros.
La cigarrera de cuero ha evolucionado en las últimas dos décadas, pasando de ser una bolsa de cuero suave a convertirse en una caja resistente de cuero duro. Algunas incluso cuentan con una ranura para un cortador.

## Tipos de pitilleras
Según la construcción y la accesibilidad, las cigarreras a menudo se clasifican de la siguiente manera:

### Cajas forradas de cedro español.
Como su nombre lo indica, estos estuches tienen un revestimiento de cedro español. Suelen ser más robustos y pueden resistir impactos sin dañar los puros. Estos estuches constan de dos partes: una superior y otra inferior. Dependiendo de la construcción, una parte se desliza sobre la otra. El grado de deslizamiento se puede ajustar para adaptarse a la longitud del cigarro.

### Pitilleras telescópicas
Estos estuches cuentan con ranuras diseñadas para adaptarse a los puros. Por lo general, son cajas deslizantes, lo que significa que la parte superior se puede ajustar telescópicamente hasta la parte inferior. Normalmente, estas cajas no tienen revestimiento de cedro y su construcción es relativamente blanda. La carcasa de la caja suele ser de cuero, que se pliega contra un troquel que coincide con el calibre del anillo del cigarro para dar forma a la caja. También hay opciones de materiales como acero y plata.

## Marcas notables de pitilleras
- Alfredo Dunhill
- André García
- Estuche para cigarros Atoll
- Banco de artesano
- Davidoff
- corona de diamantes
- Estuche para puros Noro
- Diseños Porsche
- Prometeo
- Savinelli
- Saboya
- San Dupont
- Xikar